# Prunus alleghaniensis
Prunus alleghaniensis es una especie de árbol perteneciente a la familia de las rosáceas, nativa de Norteamérica.

## Descripción
Es un árbol que normalmente alcanza un tamaño de 1,6 a 2  metros de altura con un diámetro que raramente sobrepasan los 15 cm. Las hojas tienen de 5 a 7 cm de largo, con la punta larga y puntiaguda. Los márgenes de las hojas están finamente dentados. Las ramas tienen espinas, a veces. La corteza está fisurada en los mayores ejemplares. Las flores son abundantes y de color blanco, con el tiempo cambian a color rosa. Las frutas de color morado rojizo de 1 cm de ancho, con una flor blanquecina. 

## Hábitat
No es común en los bosques húmedos, donde normalmente se encuentra en elevaciones entre los 300 a 700 m s. n. m. La especie es más común en el suroeste de Pensilvania, con algunas poblaciones más pequeñas notables en Virginia Occidental, Tennessee y Connecticut.

## Taxonomía
Prunus alleghaniensis fue descrita por Thomas Conrad Porter y publicado en Botanical Gazette 2(5): 85, en el año 1877.
Etimología
Ver: Prunus: Etimología